# Peniculus clavatus
Peniculus clavatus är en kräftdjursart som först beskrevs av Otto Friedrich Müller 1776.  Peniculus clavatus ingår i släktet Peniculus och familjen Pennellidae. Arten är reproducerande i Sverige. Inga underarter finns listade i Catalogue of Life.